# Seren (Sulang)
Seren is een bestuurslaag in het regentschap Rembang van de provincie Midden-Java, Indonesië. Seren telt 2554 inwoners (volkstelling 2010).